# Heat It Up
«Heat It Up» es una canción de hip-hop del rapero Bubba Sparxxx, el segundo sencillo del álbum The Charm del año 2006 .

## Listas de popularidad
| Listas (2006)                                 | Posición |
| --------------------------------------------- | -------- |
| U.S. Billboard Bubbling Under Hot 100 Singles | 3        |
| U.S. Billboard Hot R&B/Hip-Hop Songs          | 57       |
| U.S. Billboard Hot Rap Tracks                 | 24       |

- Datos: Q5693203